# Tetraneuromyia bulbifera
Tetraneuromyia bulbifera är en tvåvingeart som beskrevs av Boris Mamaev 1964. Tetraneuromyia bulbifera ingår i släktet Tetraneuromyia och familjen gallmyggor. Inga underarter finns listade i Catalogue of Life.